# Arje Altman
Arje Altman (hebrejsky: אריה אלטמן, žil 6. ledna 1902 – 21. srpna 1982) byl izraelský politik a poslanec Knesetu za strany Cherut a Gachal.

## Biografie
Narodil se ve městě Balta v tehdejší Ruské říši (dnes Ukrajina). Vystudoval právo a ekonomii na Oděské univerzitě, sociologii a politologii na univerzitě v Detroitu a na New York University, kde získal v roce 1935 doktorát. V roce 1925 přesídlil do dnešního Izraele.

## Politická dráha
Od roku 1920 byl aktivní v sionistickém hnutí. V roce 1921 se stal předsedou organizace Mladý Sión a setrval v této funkci až do roku 1924, kdy ho zatkly sovětské úřady a vyhostily. Roku 1927 odešel za studiem do USA. Roku 1928 se připojil k sionistickým revizionistům a roku 1931 se stal předsedou jejich organizace v USA. Po přesídlení do dnešního Izraele zasedal v redakční radě listu ha-Jarden napojeného na revizionisty. Byl v jejich organizaci zodpovědný za odbor zahraničních záležitostí. V roce 1937 se stal předsedou revizionistů v dnešním Izraeli a roku 1938 členem světového prezídia revizionistické organizace. V roce 1940 se stal po smrti Vladimíra Žabotinského předsedou politického odboru revizionistického hnutí. V letech 1939–1940 byl členem Židovské národní rady. V roce 1943 byl vyslán do Turecka s cílem pokusit se o záchranu evropského Židovstva. V roce 1945 se stal předsedou předsednictva revizionistického hnutí.
Ve volbách v roce 1949 neúspěšně kandidoval za platformu ha-Cohar, ale do parlamentu se nedostal. Pak se připojil ke straně Cherut. V izraelském parlamentu zasedl poprvé po volbách v roce 1951, do nichž šel za Cherut. Usedl jako člen do parlamentního výboru pro ústavu, právo a spravedlnost, výboru pro zahraniční záležitosti a obranu, výboru pro záležitosti vnitra a výboru pro ekonomické záležitosti. Předsedal výboru pro veřejné služby. Zvolení se dočkal na kandidátce Cherut i po volbách v roce 1955. Byl členem výboru pro ústavu, právo a spravedlnost, výboru House Committee, výboru finančního a výboru pro zahraniční záležitosti a obranu. Za Cherut uspěl také ve volbách v roce 1959. Byl členem výboru pro zahraniční záležitosti a obranu. V parlamentu se objevil i po volbách v roce 1961, kdy kandidoval opět za Cherut a kdy usedl do výboru pro zahraniční záležitosti a obranu. Během funkčního období přešel spolu se stranou Cherut do nové pravicové strany Gachal.